# 헤레미 곤살레스
헤레미스 세군도 곤살레스 아코스타(스페인어: Geremis Segundo González Acosta, 1975년 1월 8일 ~ 2008년 5월 25일)는 베네수엘라의 야구 선수이며, 포지션은 우완 투수이다. 과거에는 헤레미 곤살레스(Jeremi González)라는 이름을 사용하였다.

## 생애
1997년 시카고 컵스에서 데뷔했으며, 그 해 내셔널 리그 올해의 루키상을 수상하였다. 이후 1998년부터 2003년까지 각종 부상으로 수술을 받아 마이너 리그 베이스볼에서 활동했으며, 2003년 탬파베이 레이스로 이적하였다. 그 뒤 2005년 보스턴 레드삭스로 팀을 옮겨 활약했으며, 2006년 다시 뉴욕 메츠로 이적했으나 부진한 활약을 보이며 시즌 도중 마이크 애덤스와의 맞트레이드로 밀워키 브루어스 소속으로 뛰었다. 이후 2007년 토론토 블루제이스의 스프링 트레이닝에 참가했으나 개막전 직전에 방출되었으며, 결국 일본 센트럴 리그의 요미우리 자이언츠로 이적해 활약하였다.
2008년 5월 25일 베네수엘라 술리아 주의 한 해변에서 번개를 맞는 사고를 당했으며, 사고 직후 구급요원의 응급처치를 받았으나 이미 사망한 상태였다.